# Sury
Sury település Franciaországban, Ardennes megyében. Lakosainak száma 95 fő (2022. január 1.). Sury Belval, Haudrecy, Saint-Marcel és This községekkel határos.

## Népesség
A település népessége az elmúlt években az alábbi módon változott:
| Lakosok száma | 59   | 123  | 130  | 103  | 97   | 104  | 108  | 110  | 105  | 95   |
|               | 1968 | 1982 | 1990 | 2006 | 2013 | 2015 | 2017 | 2019 | 2020 | 2022 |